# Okovani Prometej
Okovani Prometej je tragedija jednog od triju najpoznatijih grčkih tragičara, Eshila. Djelo govori o titanu Prometeju, njegovim pothvatima i mukama, kao o prvaku ljudskoga roda.

## Opis
Osnovni motiv "Okovanog Prometeja" jeste Zeusov bijes izazvan Prometejevim čovjekoljubljem, jer je Prometej ljudima podario vatru ukravši je bogovima, posljednji dar za savršen život.
Djelo opisuje događaje od Prometejevog prikovanja do njegovog pada u bezdan Hada. Prometej se sažaljeva nad svojom okrutnom sudbinom, a stalno društvo su mu Okeanide, koje mu nastoje ublažiti muke razgovarajući s njim.

#### Osnovni mit
Prometej i Epimetej su braća Titani, jedini koji su bogovima pomagali u borbi protiv Titana i njihovom svrgavanju s vlasti nad svijetom. Nakon pobjede bogova, Zeus ih je nagradio dajući im da stvore život na Zemlji. Epimetej ("onaj koji misli naknadno") je uporabio sve bačve s mesom, kostima, krvlju, krznom, bojama, prugama i točkicama, tako da je Prometej ("onaj koji misli unaprijed") imao na raspolaganju samo bačvu gline. Ipak, on je odlučio stvoriti bića savršenija od Epimetejevih životinja. Od gline je oblikovao dva bića po izgledu nalik Zeusu i Heri, te im u grudi umetnu sve osobine Epimetejevih bića. I njegova su bića jela, spavala, množila se i rađala, ali bila su jednaka Epimetejevim. Zato on zatraži pomoć od božice Atene, koja njegovim bićima udahne malo božanskog daha, tako da su ona sada mogla misliti, pričati, raditi i moliti se bogovima. U početku su bogovi ova bića samo iskorištavali, a Prometej ih je podučio gradnji kuća i brodova, pripitomljavanju, uzgoju, korištenju i lovu životinja, pripremi hrane i religijskim obredima. No, njegova bića su htjela veća prava i slobode naspram bogova, pa su se okupili na jednom otoku ljudi i bogovi da se dogovore o budućim odnosima ljudi i bogova. Prometej je za tu priliku žrtvovao bika, i podijelio ga na dvije hrpe. U jednu je stavio sve lijepo meso i korisne iznutrice, te ga prekrio neuglednom kožom. U drugu hrpu je stavio sve kosti, papke, rep rogove i beskorisne iznutrice, te ga prekrio pokrovom od sjajnoga sala (koga su Grci smatrali dragocjenim). Dao je Zeusu da izabere hrpu koju će uzeti bogovi. Svemoćni Zeus je prozreo Prometejevu prijevaru i prokleo njega i njegove ljude uskrativši im vatru. Ali Prometej ne želi dopustiti da njegova bića gladuju i smrzavaju se, pa jedne noći krišom u stabljici trske ukrade žeravicu iz vječne vatre Olimpa. Kada je Zeus vidio ljude da se koriste vatrom i saznao zašto, osudio je Prometeja na robiju, da bude okovan na stijenama Kavkaza na kraju svijeta sve dok se ne nađe duša koja bi svoju slobodu njemu podarila. Prometej se ne želi pokoriti Zeusu i šuteći pristaje na kaznu. Ovdje započinje radnja "Okovanog Prometeja", scenom u kojoj Vlast (Kratos) i Sila (Bia) vode Prometeja, prateći Hefesta koji noseći alat i okove sažaljeva zarobljenika i svoj posao.

## Sadržaj
Djelo se sastoji od pet ili šest činova:
Na kraju svijeta, Snaga i Sila vode Prometeja, a Hefest nosi okove i kovačko oruđe...
- I čin: Snaga i Sila drže Prometeja, a Hefest ga kuje za stijenu. Hefest žali Prometeja i svoj poziv kovača, A Snaga ga goni da to što prije obavi. Hefest i njegove sluge odlaze, a Prometej počinje ogorčeni monolog. Na kraju čina pojave se Okeanide na krilatim kočijama, koje su čule buku nastalu Prometejevim okivanjem.
- II čin: Okeanide vode razgovor s Prometejem, nastojeći mu olakšati muke i praviti mu društvo.
- III čin: Okean dolazi na krilatome konju, i pokušava nagovoriti Prometeja da se pokori Zeusu. Prometej oštro reagira na ovaj prijedlog, pa Okean odlazi da ne bi došlo do svađe.
- IV: Ija nailazi na Prometeja, bježeći svijetom od obada koje je na nju poslala Hera. Razgovarajući s Prometejem koji vidi budućnost, saznaje da će Prometeja osloboditi jedan od njezinog poroda (Heraklo). Ona ga moli da joj kaže tko će svrgnuti Zeusa s trona, ali on joj to odbija reći, jer je to jedini razlog zbog kojeg može sa Zeusom pregovarati. Ija odlazi.
- V čin: Zeus saznaje da Prometej zna tko će ga svrgnuti s trona, te šalje Hermesa k njemu. Hermes i Prometej počinju pregovarati. Prometej je ljut jer Zeus nije osobno došao razgovarati s njime.
- VI čin:   Hermes od Prometeja traži da se pokori Zeusu i prorekne mu budućnost, prijeteći mu uništenjem. Poručuje mu da će ga Zeus baciti u bezdan Hada, gdje će mu orao, onako prikovanome, svaki dan kljucati jetru. Prometej se razbjesni i posvađa s Hermesom. Hermes ga napušta u vrijeme kada Zeus počinje izvršavati svoju prijetnju.

Zagrmi, zemlja se zatrese... I bezdan proguta sve...

## Likovi
U djelu se javlja 8 likova:
- Prometej, sin Titana Japeta i Okeanide Klimene, stvoritelj ljudi, kojima je iznad svih darova dao i vatru, ukravši je bogovima, te je stoga na sebe navukao Zeusov bijes i kaznu;
- Hefest, sin Zeusov i Herin, bog vatre i kovačkoga zanata, koji je dužan okovati Prometeja;
- Vlast (Kratos) i Sila (Bia), sluge Hefestove, koji mrze ljude i nimalo ne žale Prometeja;
- Okean, bog svjetske rijeke Okeana, koja okružuje svijet, i na čijoj se obali odvija radnja - on nastoji nagovoriti Prometeja da se pokori Zeusu;
- Okeanide, kćeri Okeanove, lijepe nimfe koje su cijelo vrijeme s Prometejem, razgovarajući s njime i nastojeći mu ublažiti muke;
- Hermes, sin Zeusov i Majin, bog putovanja i glasnik Zeusa i bogova, dolazi Prometeju po proročanstvo i opominje ga padom u bezdan Hada, te
- Ija, kći Inahova, Zeusova ljubavnica koja prokleta od Here svijetom bježi od strašnog obada, razgovara jedno vrijeme s Prometejem i saznaje sudbinu sebe i svoga roda.